# Hwang Jeong-ri
Huỳnh Chính Lợi là một võ sư Taekwondo Hàn Quốc nhưng lại nổi tiếng trong các phim võ thuật Hồng Kông trong những thập niên 1970 và 1980. Anh sinh ngày 21 tháng 12 năm 1944 tại Osaka, Nhật Bản nhưng sau đó đã quay trở lại Hàn Quốc sống cùng gia đình.

## Tiểu sử và sự nghiệp
Huỳnh Chính Lợi viết theo chữ Hán là: 黃正利, theo ký tự Triều Tiên Chosŏn'gŭl: 황정리, theo Romacha là: Hwang Jeong-ri, tên Latin hóa: Hwang Jang Lee, thỉnh thoảng cũng được viết là Wang Chen Li hay Wong Cheng Lee... Huỳnh Chính Lợi thường được người ái mộ gọi là Silver Fox (tên của nhân vật trong phim nổi tiếng nhất của anh) hoặc Lôi Cước (ThunderLeg – nhân vật trong phim Túy Quyền).
Huỳnh Chính Lợi bắt đầu tập Taekwondo từ lúc 14 tuổi. Sau đó, anh đã đạt thất đẳng huyền đai và đặc biệt từ năm 1965 anh trở thành huấn luyện viên võ thuật cho quân đội Hàn Quốc và Nam Việt Nam. Trong khoảng thời gian này Huỳnh Chính Lợi có tham gia một số phim Hàn Quốc, cho tới năm 1976 anh đã nhận lời mời của Ngô Tư Viên (Ng See Yuen - 吳思遠) sang Hong Kong tham gia đóng phim võ thuật. Tại Hong Kong, Huỳnh Chính Lợi tham gia rất nhiều phim và thường thủ các vai phản diện như "Con cáo bạc" (Silver Fox) trong Nam Quyền Bắc Cước (The Secret Rivals), đây cũng là bộ phim đầu tiên đã đưa anh lên hàng sao. Bằng sự điêu luyện võ thuật của mình, Huỳnh Chính Lợi đã chiếm được nhiều sự ái mộ từ những người yêu võ thuật, đặc biệt do anh rất hay dùng các đòn cước khi lâm trận nên anh được mệnh danh là "Đệ nhất cước thủ" (King of the Legfighters).
Một số phim nổi bật mà Huỳnh Chính Lợi thủ vai là Xà Hình Điêu Thủ (Snake in the Eagle's Shadow hay Xà Tại Ưng Hình), Túy Quyền (Drunken Master), trong cả hai phim anh đều thủ vai phản diện đối đầu với Thành Long, Hồng Khắc Tinh (No Retreat, No Surrender 2), Tháp Tử Vong (Game of Death II). Vào năm 1980, Huỳnh Chính Lợi kiêm đạo diễn, sản xuất và thủ vai chính trong phim Tá Đao Sát Nhân (Hitman in the Hand of Buddha).
Theo thông tin trên trang Internet Movie Database, Huỳnh Chính Lợi ngoài đời đã ngộ sát một người. Câu chuyện khả tín nhất mô tả sự việc có vẻ xảy ra y như trong các phim hành động Hong Kong. Huỳnh Chính Lợi bị thách đấu bởi một người mà đơn giản chỉ muốn xem võ thuật của Huỳnh Chính Lợi có đọ được với đao thuật của anh ta hay không. Chỉ bằng một đòn cước với uy lực ngoài tầm kiểm soát, Huỳnh Chính Lợi đã giết chết người đó ngoài ý muốn.
Huỳnh Chính Lợi từ giã màn bạc vào đầu thập niên 90, anh trở về Jeju, Hàn Quốc, ở đó anh điều hành một công ty sản xuất trà và một trung tâm vệ sĩ. Sau này anh có trở lại màn bạc Hàn Quốc và đáng chú ý là phim Underworld (1994) và Boss (1996). Năm 2003, Huỳnh Chính Lợi được trao tặng Cửu đẳng huyền đai Taekwondo và giờ trở thành Đại sư phụ (Grandmaster).

## Phim đã tham gia
- Korean Connection (1975)
- The Secret Rivals – Nam Quyền Bắc Cước (1976)
- Bruce Lee's Secret (1976)
- The Invincible Armour (1977)
- The Secret Rivals II - Nam Quyền Bắc Cước II (1977)
- Mantis Fists and Tiger Claws of Shaolin (1977)
- Instant Kung Fu Man (1977)
- Snuff Bottle Connection (1977)
- Snake in the Eagle's Shadow – Xà Hình Điêu Thủ (1978)
- Drunken Master – Túy Quyền (1978)
- The Delivery (1978)
- Hell's Wind Staff (1979)
- 36 Deadly Styles (1979)
- Dragon's Claws (1979)
- Demon Strike (1979)
- The Three Avengers (1979)
- Heroes of Shaolin (1979)
- Lackey and the Lady Tiger (1980)
- Two Fists Against the Law (1980)
- Secret Ninja, Roaring Tiger (1980)
- Tiger Over Wall (1980)
- Young Hero (1980)
- Ring of Death (1980)
- Buddha Assassinator (1980)
- Heroes of Shaolin (1980)
- Five Fingers of Steel (1980)
- Sangwoon (1980)
- Bruce, King of Kung Fu (1980)
- Hitman in the Hand of Buddha (1981)
- The Eagle's Killer (1981)
- The Phantom Thief (1981)
- Return of the Deadly Blade (1981)
- Game of Death II, còn được gọi là Tower of Death (1981)
- Ninja Strikes Back (1982)
- Art of High Impact Kicking (1982)
- Ninja in the Dragon's Den (1982)
- Kid from Kwangtung (1982)
- Secret Executioners (1982)
- Masters of Tiger Crane (1982)
- Blood Child (1982)
- Eagle vs. Silver Fox (1982)
- Dragon Claws (1983)
- Duel of the Ultimate Weapons (1983)
- Ghosts Galore (1983)
- Martial Monks of Shaolin Temple (1983)
- Canton Viper (1983)
- Yong-pal in Shaolin Temple (1983)
- Angry Young Man (1983)
- Shaolin: The Blood Mission (1984)
- Challenge of the Tiger (1985)
- The First Vampire in China (1986)
- Innocent Interloper (1986)
- Where's Officer Tuba (1986)
- Millionaire's Express còn có tên là Shanghai Express (1986)
- Ninja Terminator (1986)
- Angel (1987)
- No Retreat, No Surrender II: Raging Thunder (1987)
- Magnificent Warriors (1987)
- Bed Companion (1988)
- Darkside of Chinatown (1989)
- Live Hard (1989)
- Future Hunters (1989)
- Street Soldiers (1991)
- Emperor of the Underworld (1994)
- Boss (1996)
- The Good Bad Boy (2014)